# Marie-Françoise Potereau
Marie-Françoise Potereau est une cycliste et dirigeante sportive française née le 21 mai 1958 à Aix-les-Bains en Savoie.
Cycliste de haut niveau, ayant notamment participé aux cinq éditions du Tour de France féminin dans les années 1980, elle devient entraineuse puis vice-présidence de la Fédération française de cyclisme (FFC).
Elle est présidente de l'association Femix’Sports de 2012 à 2022 et vice-présidente du Comité national olympique et sportif français (CNOSF), chargée de la mixité.

## Biographie
Marie-Françoise Potereau naît le 21 mai 1958 à Aix-les-Bains en Savoie.

### Carrière cycliste
Marie-Françoise Potereau pratique le cyclisme à haut niveau. Elle est membre de l'Équipe de France féminine de cyclisme sur route de 1983 à 1989 et prend part entre 1984 et 1989 aux six éditions du Tour de France féminin, théâtre des duels entre Jeannie Longo et Maria Canins,. Elle réalise sa meilleur performance en 1984, en arrivant en vingt-et-unième position,.

### Carrière institutionnelle
Au début des années 1990, après le Tour de France, elle prend conscience de son potentiel et de la capacité des femmes à assumer des responsabilités dans le monde du cyclisme. Déterminée, elle décide de se présenter au concours permettant de devenir cadre technique au sein de la Fédération française mais doit attendre 1996 et son ouverture aux femmes. Elle le réussit et devient la première cadre technique en région Rhône-Alpes. Elle déclare avoir eu du mal à trouver son premier poste d'entraîneure, confrontée à la défiance des responsables de ligues. Elle s'oriente vers les services des sports où là aussi elle dit faire face au sexisme ambiant, notamment de la part des parents de jeunes sportifs. Elle décide de s'engager contribuer à faire évoluer les mentalités et les pratiques dans ce domaine. En 2022, elle réussit à imposer à la fédération la mixité pour le trophée de France des jeunes cyclistes, dans les catégories benjamin et minimes.
En 2012, Marie-Françoise Potereau prend la présidence de Femix’Sports, association nationale de promotion et de défense de l'accès des femmes à tous les niveaux de pratiques sportives dans toutes les disciplines aux postes de dirigeants à tous les échelons hiérarchiques,. 
Marie-Françoise Potereau est réélue en mars 2021 à la vice-présidence de la Fédération française de cyclisme (FFC). Elle est vice-présidente du Comité national olympique et sportif français, représentant du mouvement sportif français auprès des pouvoirs publics et le représentant en France du Comité international olympique en tant que comité national olympique. Elle est chargée de la mixitéet des projets de 2024.
Elle démissionne de Femix’Sports en mars 2022 pour se consacrer davantage à ses missions au CNOSF. C'est Emmanuelle Ducrot, directrice générale de l’association, qui prend sa succession. La même année, elle écrit la préface de En danseuse, un essai de Vicky Charbonneau, consacré au cyclisme féminin. Un chapitre de ce livre lui est par ailleurs consacré.
Marie-Françoise Potereau se dit favorable aux quotas pour féminiser les instances du sport en France. Selon elle, qui en a bénéficié, « cette politique a ses limites, mais c'est la seule manière de faire bouger les lignes, sinon on mettra cent ans à arriver à l'égalité. »

## Publications
- Vicky Carbonneau (préf. Marie-Françoise Potereau), En danseuse: Ces femmes qui révolutionnent le cyclisme, Amphora, 7 juillet 2022 (ISBN 978-2-7576-0951-4, lire en ligne)